# کارل دمین
کارِل دُمین (چکی: Karel Domin؛ ۴ مه ۱۸۸۲ – ۱۰ ژوئن ۱۹۵۳ (۷۱ ساله)) دانشمند در زمینه گیاه‌شناسی و سیاستمدار اهل اتریش-مجارستان (چک) بود.